# Toni Adams
Toni Leah Collins (Freer, 19 agosto 1964 – Louisville, 24 giugno 2010) è stata una manager e valletta di wrestling statunitense nota come Toni Adams. È principalmente conosciuta per essere stata la manager dell'allora marito Chris Adams nelle federazioni World Class Championship Wrestling e Global Wrestling Federation.
Tra i suoi clienti ci furono anche Brian Christopher, Scotty Flamingo, Koko B. Ware, Tony Falk, Rod Price ed Iceman Parsons.

## Morte
Adams, ora conosciuta come Toni Gant, fu ricoverata in ospedale nel giugno 2010 a causa di un ascesso all'addome. Alla fine del mese fu nuovamente trasportata d'urgenza in ospedale dove subì un arresto cardiaco e morì il 24 giugno 2010 all'età di 45 anni. All'epoca del decesso aveva una relazione con Leonard Donahoo.

## Titoli e riconoscimenti
- Pro Wrestling Illustrated

- 14º posto nella lista delle 100 donne più sexy del wrestling nel 2002